# Gérard d'Auvergne
Pour les articles homonymes, voir Gérard.
Gérard Ier († 841) ou Géraud Ier est un comte d'Auvergne du milieu du IXe siècle et l'un des premiers ancêtres certains des Ramnulfides.

## Biographie
On ne sait pas quand Gérard fut nommé comte d'Auvergne. Son prédécesseur Guérin est encore comte en 834. Il est raisonnable de penser qu'il a été nommé par Pépin Ier, roi d'Aquitaine (814-838), fils de l'empereur Louis le Pieux et beau-père de Gérard.
Pépin meurt en 838, laissant deux fils encore jeunes, Pépin et Charles, et Louis le Pieux confie le royaume d'Aquitaine à son dernier fils Charles. Une partie de l'aristocratie aquitaine en est mécontente, mais Ratier, comte de Limoges et Gérard comte d'Auvergne, tous deux gendres de Pépin Ier, se rallient à l'empereur, ainsi qu'Ébroïn, évêque de Poitiers et Renaud, comte d'Herbauges. Émenon, comte de Poitiers, chef de file des opposants est destitué et le comté de Poitiers aurait été donné à Ramnulf, fils de Gérard, selon Adémar de Chabannes.
À la mort de Louis le Pieux, Gérard se rallie à Charles le Chauve. Ce dernier s'allie à son frère Louis II le Germanique contre leur frère aîné Lothaire Ier et leur neveu Pépin II d'Aquitaine. La bataille décisive a lieu à Fontenay-en-Puisaye le 25 juin 841, et Gérard est tué au cours de l'affrontement.

## Ascendance
Michel Dillange le dit fils de son prédécesseur Guérin II, comte d'Auvergne, mais sans le justifier. Cependant, le prénom de Guérin ne se retrouve pas dans la descendance de Gérard. De plus, l'hérédité des charges comtales est encore loin d'être une réalité à cette époque, même si on connaît quelques comtés héréditaires. Enfin, le comte Guérin a vécu jusqu'en 863, et l'on voit mal pourquoi il se serait dessaisi d'un de ses comtés.
En s'appuyant sur le Liber Memorialis de l'abbaye de Reichenau et l'onomastique, Christian Settipani propose de voir en lui un fils d'Étienne, comte de Paris, lui-même fils de Gérard, comte de Paris et d'une Rotrude.
La généalogie des comtes de Sanzay, cousins des comtes de Poitou, ducs d'Aquitaine ramnulfides, fait référence à un fils d'Abbon de Poitiers nommé Girard, frère aîné d'Arnault de Sanzay (ancêtre du connétable d'Aliénor d'Aquitaine, Saldebreuil). Ledit Girard aurait épousé Mahaut, fille de Pépin roi d'Aquitaine.
Selon cette version, Gérard d'Auvergne pourrait être le fils d'Abbon de Poitou.

## Mariages et enfants
Les certitudes sur la famille de Gérard d'Auvergne sont les suivantes :
- selon la Vita Hludowici Pii, Gérard d'Auvergne et Rathier comte de Limoges sont des gener de Pépin Ier d'Aquitaine[11] ;
- selon le chroniqueur Adémar de Chabannes, Ramnulf Ier est fils de Gérard d'Auvergne et neveu de Guillaume, frère de Gérard[12].

Le terme latin de gener peut avoir deux sens : « gendre » ou « beau-frère ». Léonce Auzias, en 1934 a d'abord vu le sens de beau-frère, arguant que Pépin s'étant marié en 822, sa fille ne pouvait pas être mère avant 838. Or, selon Adémar de Chabannes, Ramnulf est comte de Poitiers en 839. Même en rejetant ce témoignage, il le devient en 852, c'est-à-dire âgé de tout au plus quinze ans, ce qui est franchement jeune pour être à la tête d'un comté exposé aux vikings. En 1948, Maurice Chaume conteste son analyse. Il considère que le contexte a tout son sens si Gérard est gendre de Pépin. En effet, il s'agit de la succession de Pépin Ier d'Aquitaine, réclamée par son fils Pépin II, contre l'empereur qui veut en disposer pour son dernier fils. Si Gérard et Ratier avaient été beaux-frères de Pépin, l'auteur de la Vita Hludowici Pii les aurait plutôt qualifiés de gendres de Louis. En 1978, pour résoudre le problème chronologique, Janet Nelson considère la filiation entre Gérard et Ramnulf comme inventée. Plus récemment, en 1993, Christian Settipani propose de voir en Ramnulf un fils d'un premier mariage de Gérard, la fille de Pépin Ier étant une seconde épouse.
En 2000, Settipani va plus loin et propose une identification pour la première épouse de Gérard d'Auvergne. Selon Abbon, Ebles, abbé de Saint-Denis et fils de Ramnulf Ier, était nepos de Gauzlin, fils de Rorgon Ier, comte du Maine. Adémar de Chabannes précise également que Ramnulf Ier était un cousin (consanguineus) de Raino II, comte d'Herbauges. Traditionnellement, ces données sont interprétés de la manière suivante : Ramnulf Ier a épousé Bilchilde, fille de Rorgon Ier, mais cela fait de Ramnulf un cousin par alliance de Raino II d'Herbauges, lien de parenté qui ne peut pas être qualifié par le terme de consanguineus. Le lien entre Ramnulf et les comtes du Maine est dans ce cas plus susceptible de passer par la mère de Ramnulf. Chronologiquement, elle serait fille de Rorgon et de Rotrude. En s'appuyant sur le Liber Memorialis de l'abbaye de Reichenau et la charte de donation du comte poitevin Gailo en faveur de Noirmoutier et où Adaltrude apparaît avant Ramnulf II (867), Settipani propose de la nommer Adaltrude.
En résumé, si l'on suit les conclusions de Christian Settipani, Gérard d'Auvergne a épousé en premières noces une fille, peut-être prénommée Adaltrude, fille de Rorgon Ier, comte du Maine et de Rotrude, qui a donné naissance à :
- Ramnulf Ier († 867), comte de Poitiers de 854 à 866 ;
- peut-être Hiltrude, mariée au comte Gailo, parent du Gailo donateur de l'Abbaye de Noirmoutier ;
- peut-être Gérard et Étienne, nommés dans le Liber Memorialis de l'abbaye de Reichenau[17] ;
- peut-être Hildsinde, mariée à Landeric, comte de Saintes.

En secondes noces, il épouse une fille elle aussi nommée Rotrude du roi Pépin Ier d'Aquitaine.